# Czas pracy à la carte
Czas pracy à la carte – jedna z form elastycznego kształtowania czasu pracy w wymiarze chronologicznym i chronometrycznym. Ta forma organizacji czasu pracy polega na umożliwieniu pracownikowi wyboru różnych wariantów podziału czasu pracy w ustalonych wcześniej ramach, odbiegających od obowiązującego normalnego czasu pracy.